# 민중당 (1965년)
1965년 제1야당인 민정당과 제2야당인 민주당이 한일기본조약 체결의 반대투쟁을 단일화하기 위해 통합하여 창당하였다.

## 역대 지도부
| 대수 | 역대 대표 | 직함          | 임기                              | 비고                |
| ---- | --------- | ------------- | --------------------------------- | ------------------- |
| 1    | 박순천    | 대표최고위원  | 1965년 6월 14일 ~ 1966년 7월 19일 |                     |
| 2    | 박순천    | 운영회의 의장 | 1966년 7월 19일 ~ 1967년 2월 7일  | 신민당으로 신설합당 |

## 역대 전당대회

### 민중당 창당대회
1965년 6월 14일 민중당 창당대회는 박순천 전 민주당 대표를 대표최고위원으로 선출하고, 한일회담중단과 국민탄압철회를 결의한 뒤 중앙위원을 선출하고 정강정책을 채택하였다.
| 득표순위 | 이름     | 득표수   | 득표율 | 비고         |
| -------- | -------- | -------- | ------ | ------------ |
| 1        | 박순천   | 513      | 51.8%  | 대표최고위원 |
| 2        | 윤보선   | 460      | 46.5%  |              |
| 총투표수 | 총투표수 | 총투표수 | 990    |              |

전직 대통령을 지낸 윤보선 전 민정당 총재는 예상을 뒤엎고 낙선하여 고문으로 물러났다. 윤보선의 패배는 원내 48석의 민정당이 16석의 민주당에 흡수된 형태의 누구도 예상치 못 했던 이변이었다.
이는 진산파동 이후 윤보선과 대립각을 세웠던 유진산 계열의 대의원들이 박순천을 지원한데 있었다.

### 민중당 제2차 전당대회
1966년 7월 19일 신한당으로의 분당을 겪은 민중당 전당대회는 최고위원회의 대신 운영회의를 최고집행기관으로 하도록 당헌을 개정한 뒤 박순천 대표를 운영회의 의장으로 선출하였다.
| 득표순위 | 이름     | 득표수   | 득표율 | 비고          |
| -------- | -------- | -------- | ------ | ------------- |
| 1        | 박순천   | 770      | 69.4%  | 운영회의 의장 |
| 2        | 허정     | 326      | 29.4%  |               |
| 총투표수 | 총투표수 | 총투표수 | 1109   |               |

### 민중당1967년도 대통령후보지명대회
1966년 10월 22일 민중당 전당대회는 유진오 고려대 전 총장을 대한민국 제6대 대통령 선거 후보로 선출하였다.
| 이름     | 득표수   | 득표율 | 비고        |
| -------- | -------- | ------ | ----------- |
| 유진오   | 872      | 83.2%  | 대통령 후보 |
| 기타     | 176      | 16.8%  |             |
| 총투표수 | 총투표수 | 1048   |             |

### 민중당-신한당 통합 선언대회
1967년 2월 7일 민중당과 신한당은 통합전당대회를 열고 양당통합을 만장일치로 선언하며 당명을 신민당으로 결정한 뒤, 당헌과 정강정책을 채택하고 대한민국 제6대 대통령 선거 후보에 윤보선 전 대통령, 대표위원에 유진오 고려대 전 총장을 추대했다.

## 같이 보기
- 윤보선
- 박순천
- 곽상훈
- 정일형
- 허정